# 1940 год в литературе

## Премии

### Франция
- Гонкуровская премия — Франсис Амбриер, «Большие каникулы».
- Премия Ренодо — Жюль Рой, La Vallée heureuse.

## Книги
- «Рыжий кот» — книга Валентины Осеевой.

### Романы
- «Вернись назад, в Эрин» — роман ирландского писателя Шона О’Фаолейна.
- «Дьявол внутри нас» — роман Сабахаттина Али.
- «Забытое убийство» — роман Агаты Кристи.
- «Завещание» — роман Рекса Стаута.
- «Мастер и Маргарита» — роман Михаила Булгакова.
- «Печальный кипарис» — роман Агаты Кристи.
- «По ком звонит колокол» — роман Эрнеста Хемингуэя.
- «Последний магнат» — роман Френсиса Скотта Фицджеральда
- «Раз, два, три, туфлю застегни» — роман Агаты Кристи.
- «Сила и слава» — роман Грэма Грина.
- «Тихий Дон» — роман-эпопея Михаила Шолохова (том 4).
- «Чукотка» — роман Тихона Сёмушкина.

### Повести
- «Тимур и его команда» — повесть Аркадия Гайдара.
- «Тургайский сокол» — повесть украинского писателя Олексы Десняка.
- «Чудесный шар (Первый воздухоплаватель)» — повесть Александра Волкова.
- «Софья Петровна» — повесть Лидии Чуковской.

### Малая проза
- Тлён, Укбар, Орбис Терциус — рассказ Хорхе Луиса Борхеса.
- «Мал мала меньше» — сборник новелл Сигизмунда Кржижановского.
- «Неукушенный локоть» — сборник новелл Сигизмунда Кржижановского.

### Пьесы
- «Бомарше» — пьеса Фридриха Вольфа.
- «Город на заре» — пьеса Алексея Арбузова.
- «Давным-давно» — пьеса Александра Гладкова.
- «Ошибка» — пьеса Янка Мавра.
- «Тень» — пьеса Евгения Шварца.

### Поэзия
- «Реквием» — поэма Анны Ахматовой.
- «Лирик ун сатире» («Лирика и сатира») — поэтический сборник Лейзера Вольфа.

## Родились
- 3 января — Алексей Иванович Шлыгин, детский писатель и поэт (умер в 2006).
- 11 апреля — Томас Харрис, американский писатель прозаик и репортёр.
- 24 мая — Иосиф Александрович Бродский, русско-американский поэт (умер в 1996).
- 5 октября — Эльдрид Лунден (норв. Eldrid Lunden), норвежская поэтесса-модернист, основательница Академии писательского мастерства[норв.] в Бё.
- 14 ноября — Алексей Львович Хвостенко, русский поэт-авангардист, автор песен, художник (умер в 2004).
- 5 декабря — Нико Графенауэр, словенский и югославский поэт, прозаик, публицист, эссеист.
- 8 декабря — Альфонсо Кихада Уриас (род. 1940) — сальвадорский поэт.

## Умерли
- 10 марта — Михаил Афанасьевич Булгаков, русский писатель (родился в 1891).
- 7 августа — Александр Сергеевич Глинка, русский журналист, публицист, критик и историк литературы (род. 1878).
- 11 сентября — Герман Штер, немецкий писатель и поэт (род. 1864).
- 16 ноября — Альберт Энгстрём, шведский писатель (род. в 1869).